# Lee Calhoun
Lee Calhoun (Laurel (Misisipi), Estados Unidos, 23 de febrero de 1933-21 de junio de 1989) fue un atleta estadounidense, especializado en la prueba de 110 m vallas en la que llegó a ser campeón olímpico en 1960.

## Carrera deportiva
En las Olimpiadas de Melbourne 1956 ganó el oro en 110 metros vallas, con un tiempo de 13.5 segundos, por delante de sus compatriotas Jack Davis y Joel Shankle.
Cuatro años después, en los JJ. OO. de Roma 1960 volvió a ganar la medalla de oro en los 110 m vallas, con un tiempo de 13.8 segundos, llegando a meta por delante de sus compatriotas Willie May y Hayes Jones (bronce).